# Hwasong-17
El Hwasong-17 (en coreano: 《화성포-17》형 (en hanja, 火星砲 17型)) es un nuevo misil que fue presentado por Corea del Norte el 10 de octubre de 2020 en un desfile durante el 75.º aniversario de la fundación del Partido de Trabajo de Corea.
Este misil ha sido visto como la nueva iteración del Hwasong-15, y es otro paso a lo largo del camino que emprendió Corea del Norte en su programa de misiles balísticos intercontinentales (ICBM). Fue lanzado por primera vez el 24 de marzo de 2022. En la exhibición Defensa Propia-2021, que está especializada en el desarrollo de la defensa, se mostró el misil bajo el nombre Hwasong-17.

## Descripción
Se asume que el Hwasong-17 es un ICBM móvil de dos etapas con propulsión líquida, que es transportado por un vehículo transportador erector lanzador (TEL) de 22 ruedas. Según las imágenes recogidas, el misil él tiene una longitud de 26 m y un diámetro de 2,7 m. Las capacidades exactas del misil todavía no están confirmadas, aunque las especulaciones de los expertos han alimentado la cuestión si puede alcanzar ciudades dentro de los Estados Unidos y también potencialmente eludir defensas de misiles de los EE. UU. También podría tener la capacidad de llevar múltiples vehículos de reentrada (MRVs), lo cual sería menos caro que lanzar múltiples ICBM armados con solo una ojiva cargada explosiva. La configuración y magnitud del TEL de 11 ejes indica que Corea del Norte ha desarrollado una capacidad doméstica de fabricar tales vehículos, un asunto de preocupación para los observadores, ya que los intentos de bloquear la compra de TELs extranjeros era una limitación para que la nación pudiese crear una fuerza de ICBMs. El país capaz de producir sus propios lanzadores propios puede superar ese límite y le posibilita tener la capacidad de disparar un mayor número de misiles.
Como el Hwasong-15 ya era capaz de alcanzar la mayor parte de los Estados Unidos contiguos, el desarrollo de un misil incluso más grande sugiere que Corea del Norte tiene intención de crear cabezas MRV, o incluso MIRV. Hasta el 2020, el Sistema de defensa terrestre de medio camino está compuesto de 44 interceptores, requiriendo el lanzamiento de al menos cuatro para garantizar un golpe exitoso, lo que lo habilitaría para protegerse contra un máximo de 11 ojivas. El Hwasong-17 puede contener tres o cuatro ojivas, o potencialmente una mezcla de señuelos y reales ojivas, así que el lanzamiento de justo unos cuantos misiles serían bastante para abrumar las defensas de EE. UU. A pesar de ser una amenaza de este calibre, el misil está muy limitado por su volumen. El peso combinado del misil y sus TELs restringe el movimiento en la red de carreteras de Corea del Norte, ya que no solo sería capaz de viajar a distancias cortas en carreteras sin pavimentar y en tierra no firme. A diferencia de los más pequeños misiles balísticos líquidos, es improbable que pueda ser cargado en una ubicación segura para entonces ser conducido y levantado en un sitio preparado para así bajar el tiempo de preparación para lanzarlo, ya que las vibraciones durante el movimiento de un misil tan grande arriesgarían a causar daños y filtraciones en el combustible volátil. Esto restringe cargar una vez que llega al sitio de lanzamiento, un proceso que requiere varias horas para completar, dejando el misil expuesto y vulnerable a un ataque preventivo. La capacidad de ojiva múltiple del Hwasong-17 es también especulativo, ya que requiere un guiado y unos mecanismos de liberación de ojiva complejos que necesitan un gran número de pruebas de vuelo significativos que aseguren correspondiente fiabilidad, y no se han hecho lanzamientos de prueba en el momento de su presentación pública.
En agosto de 2021, el comandante del Comando Norte de Estados Unidos Glen D. VanHerck declaró que el "misil KN-28 tiene una capacidad mucho mayor, y el número total de misiles tiende a incrementarse." Esto sugiere que Hwasong-17 es designado como KN-28 y no KN-27.
En su primer vuelo de prueba, que Kim Jong-un acentuó el desarrollo del misil como 'un símbolo de poder juche y como el resultado de autosuficiencia completado como núcleo de capacidad de ataque y como una fiable capacidad de disuasión de guerra nuclear de las fuerzas estratégicas del DPRK'.

## Historia

Trayectorias elevadas de Hwasong-14/15/17

Lanzamientos de prueba del Hwasong-17 se hicieron primero a cabo el 26 de febrero de 2022, y otra vez el 4 de marzo de 2022. Corea del Norte no publicó la noticia de los lanzamientos, con INDOPACOM revelándolos más tarde. Los Estados Unidos creyeron las pruebas no fueron hechas para demostrar el alcance del ICBM pero conducir evaluaciones tempranas de sus capacidades. Corea del Norte públicamente comunicó que los lanzamientos tuvieron la intención de probar componentes de un satélite de reconocimiento en altitudes operacionales sin revelar, que habían sido hechos por su nuevo ICBM. Es posible que los lanzamientos se hicieron para probar tanto componentes de satélite como del ICBM, pero sólo el anterior fue admitido para limitar crítica internacional potencial. El experto de misiles Jeffrey Lewis también levantó la posibilidad de que estos eran lanzamientos del correo-vehículo de impulso para la segunda fase del Hwasong-17.

### Lanzamientos de prueba
| Intento | Fecha                   | Ubicación                                                                      | Pre-Detección de / anuncio lanzador | Resultado | Notas adicionales |
| ------- | ----------------------- | ------------------------------------------------------------------------------ | --- | --------- | --- |
| 1       | 24 de marzo de 2022     | Sil-li, instalación de misiles cerca del Aeropuerto Internacional de Pionyang. | Señales de un ICBM o lanzamiento de satélite eran presuntamente detectados por EE. UU., Japón y Corea del Sur. Entonces detectaron el lanzamiento el 24 de marzo. | Éxito     | Primera prueba anunciada del Hwasong-17, con un apogeo de 6248,5 km y un desplazamiento horizontal de 1090 km, con un tiempo de vuelo total de 4052 segundos. Kim Jong-un supervisó el lanzamiento y lo celebró con soldados e investigadores de la Academia Nacional de Ciencia de Defensa Nacional. |
| 2       | 18 de noviembre de 2022 | Aeropuerto Internacional de Pionyang                                           | Ninguno | Éxito     | Un desplazamiento horizontal de 999.2 km y un apogeo de 6040,9 km, con un vuelo toal de 4135 segundos. Esta prueba fue confirmada por Corea del Sur y Japón. Kim Jong-un supervisó el lanzamiento. |